# Lipsothrix yamamotoana
Lipsothrix yamamotoana är en tvåvingeart. Lipsothrix yamamotoana ingår i släktet Lipsothrix och familjen småharkrankar.

## Underarter
Arten delas in i följande underarter:
- L. y. omogoensis
- L. y. yamamotoana